# Носов, Денис Викторович
Дени́с Ви́кторович Но́сов (род. 3 мая 1991, Балаково, Саратовская область) — российский спидвейный гонщик. Двукратный чемпион России в командном зачёте, вице-чемпион России в парном зачёте. Многократный чемпион России среди юниоров (четырежды в командном зачёте и трижды в парном).

## Клубная карьера
Воспитанник балаковской школы спидвея. В 2007 году перешёл из СТМК в СК «Турбина». В составе балаковской команды добился значительных успехов в юниорском зачёте, неоднократно выиграв первенство России в командном и парном зачётах, однако по 2009 г. не проходил в основной состав взрослой команды. С 2010 г. регулярно принимал участие в гонках КЧР в составе «Турбины».
В 2011 г. выступал в составе команды «Каскад» (Ровно) во второй лиге чемпионата Польши.
В 2014 г. в паре с Владимиром Бородулиным завоевал серебряную медаль парного чемпионата России.
В 2016 году завершил спортивную карьеру.

### Среднезаездный результат
| Лига         | 2007          | 2008 | 2009 | 2010          | 2011          | 2012          | 2013          | 2014          | 2015          | 2016          |
| ------------ | ------------- | ---- | ---- | ------------- | ------------- | ------------- | ------------- | ------------- | ------------- | ------------- |
| Флаг России  | 0,286 Турбина | -    | -    | 1,676 Турбина | 2,154 Турбина | 1,542 Турбина | 1,320 Турбина | 0,786 Турбина | 1,130 Турбина | 0,545 Турбина |
| Флаг Украины | -             | -    | -    | 1,737 Турбина | -             | -             | -             | -             | -             | -             |
| (II)         | -             | -    | -    | -             | 1,313 Каскад  | -             | -             | -             | -             | -             |

## Достижения
| - Чемпионат России по спидвею среди юношей в командном зачёте — 2 место (2007, класс 80) в личном зачёте — 3 место (2007, класс 80) - Чемпионат России по спидвею среди юниоров до 21 года: в командном зачёте — 1 место (2007, 2009, 2011, 2012), 2 место (2008, 2010) в парном зачёте — 1 место (2010, 2011, 2012), 2 место (2009) - Чемпионат России по спидвею в командном зачёте — 2 место (2007, 2010, 2015, 2016), 1 место (2011, 2012), 3 место (2013, 2014) в парном зачёте — 2 место (2014) | На международных соревнованиях Юниорские соревнования ЛЧЕЮ — 15 место (2008) ЛЧМЮ — 10 место в ¼ финала (2011) Взрослые соревнования ЛЧЕ — 6 место в ½ финала (2010), ЛЧМ — не участвовал Гран-При Челлендж 2011 — 12 место в ¼ финала |  |